# داروين ريفاس
داروين ريفاس هو لاعب كرة قدم إكوادوري في مركز الدفاع، ولد في 12 يناير 1990 في إسمرالداس في الإكوادور. لعب مع نادي برشلونة.